# Melianthaceae
Ne doit pas être confondu avec Melanthiaceae.
Famille
Classification APG III (2009)
Genres de rang inférieur
- Bersama
- Melianthus

La famille des Melianthaceae (Mélianthacées) regroupe des plantes dicotylédones ; elle comprend une vingtaine d'espèces réparties en 2 à 4 genres.
Ce sont de petits arbres, à feuilles alternes, composées, des régions tempérées à tropicales, originaires d'Afrique tropicale et du sud.

## Étymologie
L'étymologie de cette famille est identique à celle des Melanthiaceae. 
En effet, le nom vient du genre Melianthus qui lui-même se compose de meli miel et antho fleur, soulignant l'aspect mellifère de la plante.

## Classification
La classification phylogénétique situe les Melianthaceae  dans l'ordre des Geraniales et y incorpore la famille des Greyiaceae.
La classification phylogénétique APG III (2009) y incorpore la famille des Francoaceae (contenant les genres Francoa et Tetilla).
Cependant, bien que l'APG III ait utilisé le terme de « Melianthaceae » pour cette famille, le nom « Francoaceae » a la priorité nomenclaturale. Si cette priorité est actée dans les futures APG, cela permettrait de supprimer la confusion avec la famille des  Melanthiaceae (monocotylédones, Liliales).

## Taxonomie

### Liste des genres et espèces
La classification phylogénétique APG III (2009) inclut dans cette famille les genres précédemment placés dans la famille Francoaceae. Les genres Francoa et Tetilla pour être précis.
Selon Angiosperm Phylogeny Website (31 mai 2010) et NCBI (31 mai 2010) (Plus conforme à APGIII puisqu'il incorpore le genre Francoa anciennement dans Francoaceae) :
- genre Bersama (en)
- genre Francoa (en) (Attention Angiosperm Phylogeny Website place Francoa dans Melianthaceae et dans Francoaceae)
- genre Greyia (en)
- genre Melianthus

(NCBI (31 mai 2010) ne reconnait pas Tetilla (en) et son unique espèce Tetilla hydrocotylefolia, placé par Angiosperm Phylogeny Website dans Francoaceae)
Selon DELTA Angio (31 mai 2010) :
- genre Bersama (en)
- genre Melianthus

## Liste des espèces
Selon NCBI (31 mai 2010) :
- genre Bersama
  - Bersama abyssinica
  - Bersama lucens
  - Bersama swinnyi
- genre Francoa
  - Francoa appendiculata
  - Francoa sonchifolia
- genre Greyia
  - Greyia flanaganii
  - Greyia radlkoferi
- genre Melianthus
  - Melianthus comosus
  - Melianthus dregeanus
  - Melianthus elongatus
  - Melianthus gariepinus
  - Melianthus insignis
  - Melianthus major
  - Melianthus pectinatus
  - Melianthus villosus